# Barbula kiaerii
Barbula kiaerii är en bladmossart som beskrevs av Brotherus 1903. Barbula kiaerii ingår i släktet neonmossor, och familjen Pottiaceae. Inga underarter finns listade i Catalogue of Life.